# Делеговане законодавство
Делеговане законодавство – це сукупність нормативних актів, які можуть прийматись виконавчою владою після того як законодавча влада делегує частину своїх повноважень. Це робиться для поліпшення роботи держави і врегулювання як важливих, так і менш важливих питань. Такі акти приймаються у встановленому порядку і мають силу закону. Передаються тільки деякі повноваження, тобто орган, який отримав ці повноваження, лише тимчасово розширив свої.Такі повноваження передаються на визначений термін, або безстроково. Коли термін закінчується, повноваження зникають і орган виконавчої влади, якому вони були передані повертається до своїх безпосередніх обов'язків. 
Якщо строк не визначений, то орган, який делегував свої повноваження, може в будь-який момент забрати свої повноваження назад. 
Орган законодавчої влади не може передати більше повноважень, ніж має сам, і не може передати повноваження, яких не має взагалі. Орган, що передає свої повноваження, спостерігає за здійсненням повноважень, які делегував.

## Види делегованого законодавства
1. Пряма передача повноважень - парламент приймає спеціальний закон, яким деяку  кількість своїх повноважень передає уряду, і на основі цього закону, уряд приймає акти, але парламент все одно спостерігає за здійсненням своїх делегованих повноважень. Такі повноваження можуть передаватися на рік, або два, а інколи, і на весь термін дії законодавчої влади (на термін повноважень парламенту).
2. Уряд отримує право видавати акти, якщо парламент видав незакінчений закон, тобто закон, який було нечітко сформульовано. Такий закон вимагає конкретизації. Вона здійснюється за допомогою урядових актів. Уряд отримує право конкретизувати і повністю урегулювати параметри суспільних відносин , які були розглянути в законі.
3. Узурпація влади. Трапляється рідко. Уряд приймає нормативні акти без передачі повноважень на це від Парламенту. Зазвичай ці акти регулюють дуже важливі відносини. 
Законодавча влада може не погоджуватись з цим і скасовувати або заперечувати такі акти, але, в більшості випадків, парламент погоджується з такими актами .

## Американськийваріант делегованого законодавства
В американській правовій системі не має поняття делегованого законодавства, але по суті воно присутнє в їх правовій системі. В Конституції описуються питання, стосовно яких Конгрес приймає закони, описується, що президент приймає закони і підписує виконавчі договори. Але є випадки, коли президент виходить за рамки своїх повноважень і за рамки повноважень виконавчої влади. В більшості випадків це питання про механізм управління країною та підписання міжнародних договорів, коли Конгрес не втручається у підписання і обговорення.

## Делеговане законодавство в Англії
В Англії органи виконавчої влади спочатку були позбавлені повноважень про прийняття будь-яких нормативних актів. За принципом верховенства права Парламент має право передавати частину своїх повноважень з питань видання законодавчих актів  іншим органам влади, зокрема органам виконавчої влади . Парламент має право сам прийняти акт, але, зазвичай, наділяє такими повноваженнями посадових осіб уряду і державних органів, і доручає це їм. Найчастіше це бувають міністри. 
Уряду надається право видавати нормативні акти тоді, коли закон складений у загальному вигляді і вимагає спеціальних урядових актів, щоб повністю застосувати такий закон. Це явище називається «Скелетне законодавство» і є дуже поширеною практикою  в європейських країнах, зокрема в Англії.

### Види делегованого законодавства в Англії
Накази в Раді – мають високу юридичну силу і ототожнюються з законами . Більшість законів у Парламенті приймаються через прийняття таких наказів. Теоретично, такий наказ називається приписом . Припис приймається Таємною Радою, в складі якої знаходяться монарх і таємні радники, але на практиці цим керує уряд від імені монарха, а Таємна Рада лише затверджує його.
Інструкції, накази та правила . Їх приймають міністри і окремі департаменти уряду, якщо вони наділені такими широкими повноваженнями. Вони є найпоширенішою формою делегованого законодавства. Суттєвої різниці між цими поняттями немає, але, зазвичай, делеговане законодавство в Англії має форму інструкцій.
Підзаконні нормативні акти. Їх дія поширюється тільки на визначену територію. Вони видаються, в більшості випадків, приватними установами і підприємствами на місцевому рівні. Зазвичай, вони потребують підтвердження відповідних центральних міністерств. Іноді такі акти називаються автономним законодавством.
Парламент передає повноваження деяким автономним установам. Прикладами таких установ є: Юридична спілка, Англіканська церква, різні профспілки, тобто установи, які самостійно можуть контролювати структуру своїх установ і видавати закони для своїх співробітників.
Акти міністрів і уряду мають таку ж силу, що і закони парламенту – це простежується в законодавстві Англії. В «Законі про тлумачення» 1978 року,  прямо говориться, що статутний акт розглядається, як продовження акту, на основі якого він був прийнятий.

## ПрикладиДелегованого законодавства в Україні
1.За Конституцією 1978 року (97ст. пункт 1) законодавча влада, тобто Верховна Рада передає в деяких випадках свої повноваження Кабінету Міністрів – право видавати декрети для регулювання законодавчої сфери з окремих визначених питань. Зокрема здійснення законодавчого регулювання бюджетної і кредитно-фінансової системи, оподаткування, підриємницької діяльності, соціального і культурного розвитку та інші питання, які передбачені пунктом 13 статті 97 Конституції України.
2.У перехідних положеннях Конституції 1996р. містять статті, що дозволяють президенту видавати укази, які погоджені з Кабінетом Міністрів і, які підписані Прем'єр Міністром, з економічних питань, які не були врегульованими законами, з одночасним поданням проєкту до Парламенту. Указ набуває чинності тільки тоді, коли впродовж 30 календарних днів Верховна Рада не приймає відповідний закон, або не скасовує цей указ. 
3. Відповідно до Конституції України і Конституції Автономної Республіки Крим(1998р.) Верховна Рада АРК і Рада Міністрів АРК можуть виконувати, делеговані відповідно до Конституції України, виконавчі державні функції та повноваження на території АРК. Нормативно-правові акти з питань виконання делегованих повноважень повинні прийматися відповідно до Конституції України, законів України, актів Президента України, Кабінету Міністрів України та на їх виконання (ст. 28 Конституції АРК та ін.).

## Особливості делегованого законодавства зарубіжних країнах
За конституцією Іспанії 1978р. Законодавча влада має право передавати свої повноваження виконавчій владі з усіх питань, окрім питань, які відносяться до розвитку основних прав і свобод. 
Конституція Франції 1958р. говорить, що Парламент може звернутись до Уряду з дозволом надати виконавчій владі право на визначений термін видавати ордонанси для виконання своєї програми.
Згідно з Конституцією Хорватії 1990р. «Палата представників може строком на один рік уповноважити Уряд Республіки Хорватія видавати укази з окремих питань, що належать до її компетенції, за винятком питань, пов'язаних з регулюванням здійснення передбачених Конституцією свобод і прав громадянина, національних прав, виборчої системи, організації, компетенції і порядку діяльності державних органів та місцевого самоврядування » . 
Конституція Королівства Марокко 1996р. Передбачає, що Уряду для досягнення певних цілей і на певний термін може бути делеговано повноваження, за допомогою яких він зможе видавати декрети для врегулювання питань, які зазвичай входять до сфери дії закону .;

## Контроль делегованого законодавства вЄвропейськихкраїнах
1. Найпростіший контроль - це передача актів, які були прийняті Урядом на розгляд до Парламенту . Парламент створює для перевірки спеціальні комісії або комітети, які розглядають, оцінюють і виносять рішення про відповідність таких актів законам, а головне, тим умовам, за якими їм доручалося зробити ці нормативні акти, чи відповідають зроблені акти правилам делегованого законодавства. Якщо комітети або комісії знаходять недоліки чи порушення, такий акт передається на розгляд парламенту, який вирішує чи скасовувати такий акт, чи затверджувати його.
2. Слухання звітів міністрів. В своєму звіті міністр повинен включити перелік актів, які він прийняв згідно делегованих повноважень, повинен обґрунтувати чому він прийняв цей акт, в чому його необхідність, розповісти про механізм його дії, як  він узгоджується з іншими законами. Якщо Парламент побачить недоліки чи порушення якоїсь норми, то може скасувати цей акт, або надати можливість міністру самому виправити свої помилки і недоліки свого акту . 
3. Судовий контроль. Він не має постійного характеру, застосовується лише тоді, коли суд під час судового розгляду стикається  з делегованим актом. Якщо суд визначить, що міністр перевищив повноваження, які були надані йому законодавчою владою, під час створення такого акту, то суд має право визнати його актом, який не має юридичної сили. Суд має право не вимагати скасування цього акта, а може ігнорувати його і не брати до уваги при розгляді справи.
4. Адміністративний контроль. Такий контроль здійснюється адміністративними органами, зокрема центральними відомствами, щодо актів, які були прийняті органами місцевого управління.

## Переваги делегованого законодавства
Міністерства оперативніше реагують на ситуації, які мають невідкладний і важливий характер. Багато країн практикують делеговане законодавство і мають дуже сильну політичну, правову і економічну систему, зокрема за допомогою актів, які були прийняті в межах делегованого законодавства . Делеговане законодавство дало можливість Парламенту і взагалі законодавчій владі сконцентрувати свою увагу на більш важливих питаннях не тільки в політичній сфері, а і в правовій і економічній.;

## Недоліки делегованого законодавства
Головним недоліком є те, що делеговане законодавство виводить законотворчий процес за межу контролю представників народу, які були обрані демократично і передає її в руки чиновників, які є представниками уряду.
Значна кількість наукових діячів в правовій сфері проти делегованого законодавства. Вони притримуються чітко визначеного розподілу влади, кожна гілка влади повинна мати свої повноваження і не втручатись в роботу інших гілок влади та в інші органи державної влади.